# Libero Lodolo
Libero Lodolo (Udine, 20 febbraio 1903 – Udine, 1º settembre 1957) è stato un calciatore italiano, di ruolo portiere.

## Carriera
Gioca nell'Udinese, in Prima Divisione, nelle stagioni 1921-22 e 1922-23; poi da titolare con il Padova, nelle stagioni 1923-1924 e 1924-1925 per un totale di 40 presenze; i veneti chiudono entrambe le stagioni in posizioni di alta classifica.
Viene poi acquistato dall'U.S. Ideale di Bari, militante come i patavini in Prima Divisione e vi gioca sempre da titolare per tre stagioni (con i nero-verdi subisce quindi nel 1926 il "passaggio" della Prima Divisione a seconda categoria calcistica nazionale).
Nel 1928, in seguito alla fusione della Ideale con il Liberty Bari, viene confermato per l'Unione Sportiva Bari, appunto la società data dalla fusione di Ideale e Liberty, e vi gioca per due stagioni collezionando 32 presenze su 64 incontri disputati dai galletti (nei campionati di Divisione Nazionale 1928-1929, la massima serie, e Serie B 1929-1930), in cui si alterna con Mario Bossi.
In seguito gioca in Prima Divisione con il Molfetta e nell'anno sportivo 1931-1932 veste la maglia dello Schio, nella stessa categoria.